# Electronic Journal of Qualitative Theory of Differential Equations
Electronic Journal of Qualitative Theory of Differential Equations is een internationaal, aan collegiale toetsing onderworpen open access wetenschappelijk tijdschrift over differentiaalvergelijkingen. De naam wordt in literatuurverwijzingen meestal afgekort tot Electron. J. Qual. Theor. Differ. Equat. Het wordt uitgegeven door de Universiteit van Szeged. Het is een zuiver elektronisch tijdschrift; er bestaat geen gedrukte uitgave. De online verspreiding wordt verzorgd door de European Mathematical Information Service.